# Galáxia anêmica

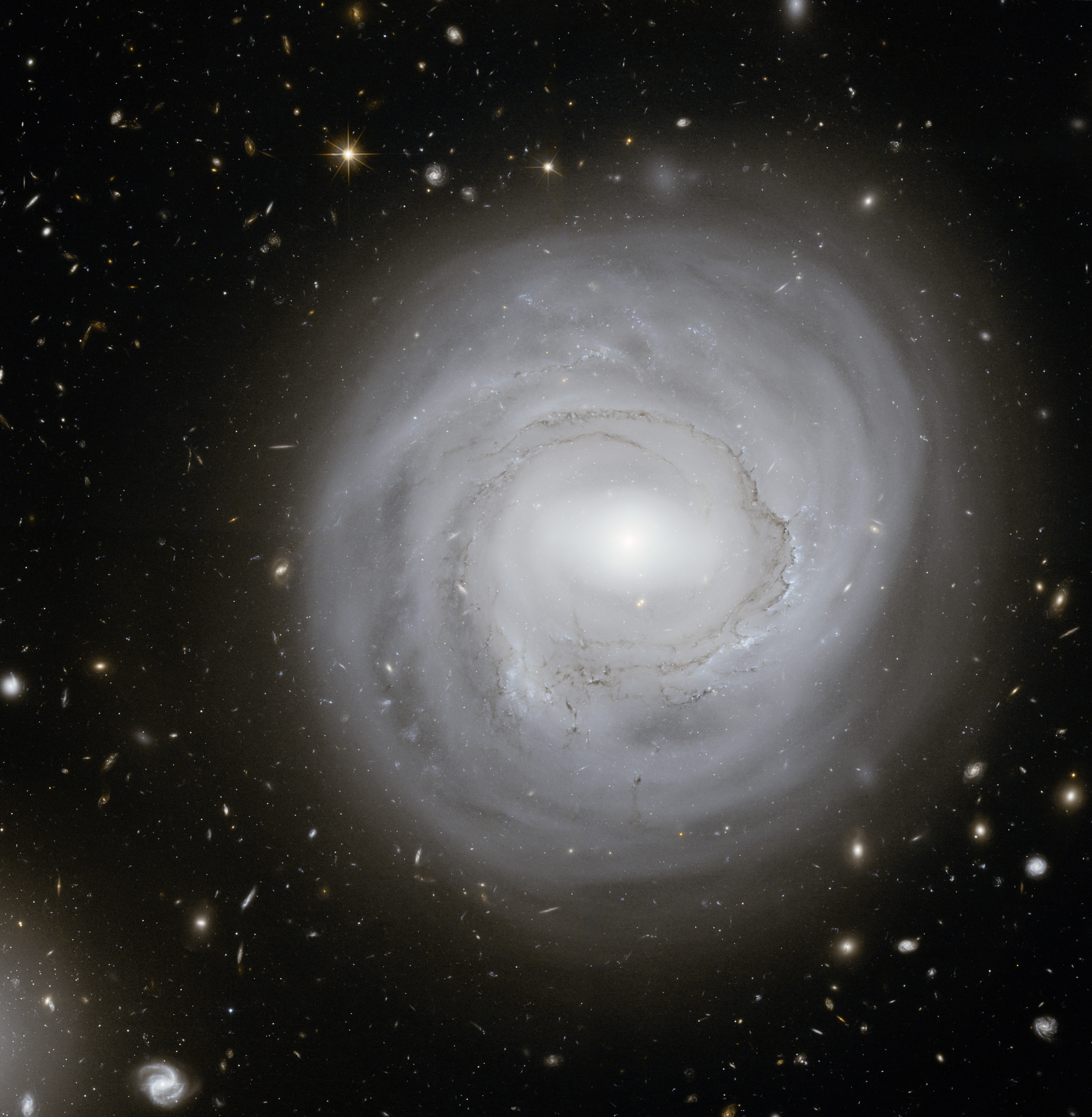
NGC 4921, uma galáxia anêmica típica.

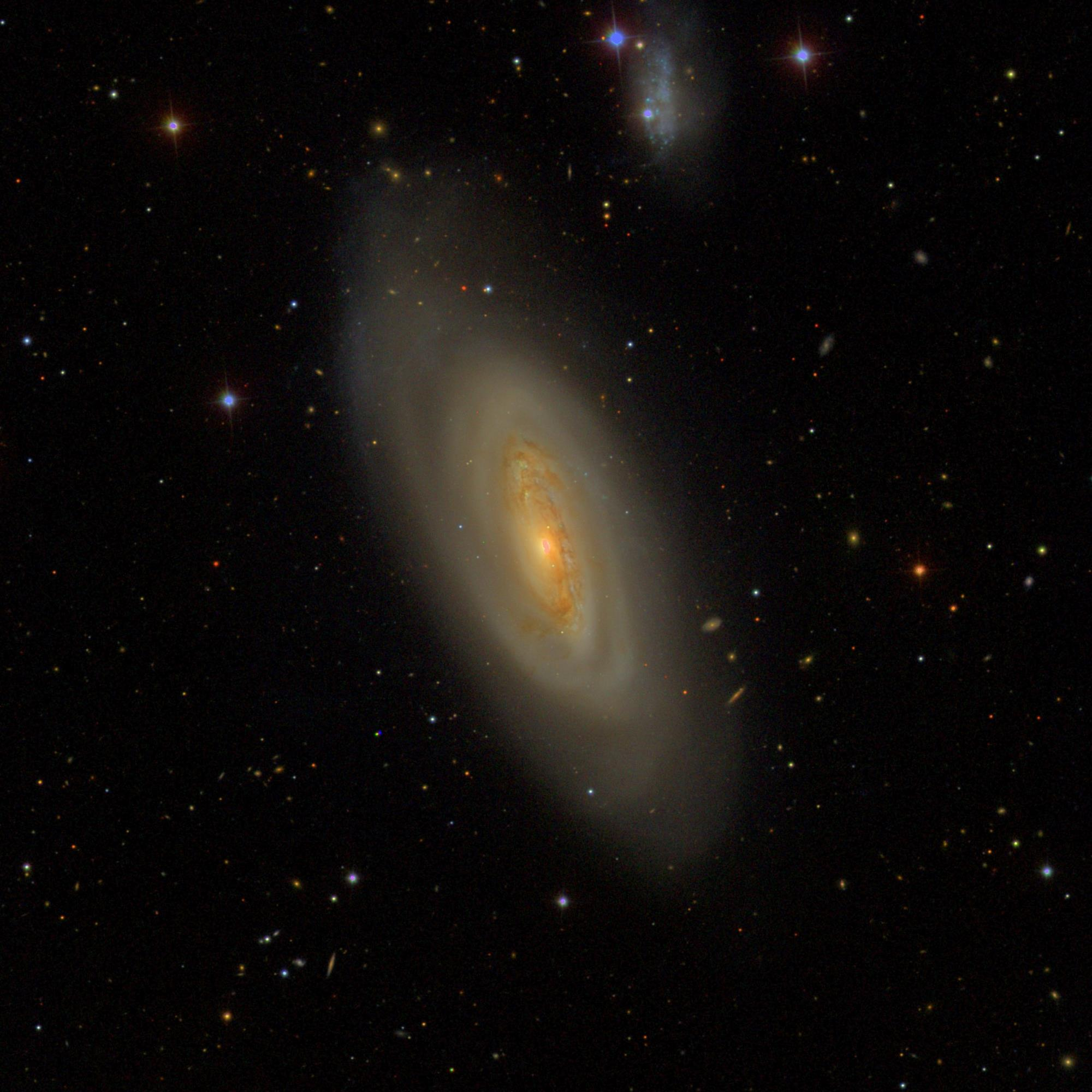
NGC 4569 também é um exemplo de uma galáxia anêmica.

Uma galáxia anêmica é um tipo de galáxia espiral caracterizada por um baixo contraste entre seus braços espirais e seu disco. O termo foi cunhado em 1976 pelo astrônomo canadense Sidney van den Bergh para classificar galáxias que são uma forma intermediária entre as galáxias espirais formadoras de estrelas ricas em gás e as galáxias lenticulares inativas e pobres em gás.

## Características
Galáxias anêmicas não apenas mostram braços espirais de baixo contraste, mas também um baixo conteúdo e densidade de hidrogênio neutro (a matéria-prima necessária para formar estrelas), cores mais vermelhas do que uma espiral normal, menos regiões H II e, portanto, uma baixa atividade de formação de estrelas.
No início, acreditava-se que seu conteúdo de hidrogênio molecular era semelhante ao de uma espiral normal, mas estudos subsequentes mostraram que vários deles são deficientes em gás molecular.
Galáxias anêmicas não devem ser confundidas com galáxias de cor vermelha devido à baixa atividade de formação estelar, mas que apresentam um conteúdo normal de gás neutro, como é o caso da Galáxia de Andrômeda. 

## Evolução
Como a maioria das galáxias deste tipo estão presentes em ricos aglomerados de galáxias, foi proposto que esta pode ser uma das razões que converte espirais normais em anêmicas. 
Estudos em galáxias espirais no aglomerado de Virgem circundante não só demonstraram como, em muitos casos, seus gases neutros e a formação de estrelas estão truncados em seus discos ópticos, às vezes severamente, ao contrário de galáxias espirais isoladas, mas também como a formação de estrelas nelas é menor do que em espirais fora dos aglomerados. Isso significa que processos que ocorrem em aglomerados de galáxias são responsáveis pela origem de galáxias anêmicas, removendo as espirais normais de seu gás, aumentando em alguns casos sua atividade de formação de estrelas, e assim, no final, extinguindo a última, quando seu gás é exaurido e não reabastecido.
Galáxias espirais podem ter se tornado anêmicas ao esgotar seu suprimento de gás por meio da atividade de formação de estrelas. O destino mais provável de uma galáxia anêmica é perder o gás restante e a formação de estrelas, tornando-se semelhante a uma galáxia lenticular: portanto, é provável que a maioria das galáxias lenticulares em aglomerados sejam antigas galáxias espirais.

## Galáxias espirais passivas
Galáxias espirais passivas (também conhecidas como espirais passivas) são um tipo de galáxia espiral localizada em ricos aglomerados de galáxias em altos redshifts que apresentam estrutura espiral, mas pouca ou nenhuma formação estelar, em alguns casos, escondidos pela poeira e concentrados em suas regiões mais internas. Frequentemente, elas parecem ter poucas ou nenhuma estrela massiva (>10 massas solares).
De acordo com simulações de computador, são sistemas em vias de se tornarem uma galáxia lenticular, pois perderam o hidrogênio que se supõe estar presente nos halos das galáxias espirais e que os reabastece com novo gás para formar estrelas.
Embora compartilhem pelo menos algumas propriedades com galáxias anêmicas, sua relação com elas não é clara: eles podem estar em um estágio mais avançado na evolução de uma galáxia espiral para se tornar lenticular do que as galáxias anêmicas, ou espirais passivas e galáxias anêmicas podem ser o mesmo tipo de objeto, a diferença é que as primeiras estão muito mais distantes do que as últimas.

## Exemplos
NGC 4921 no Aglomerado Coma e Messier 90 no Aglomerado de Virgem são exemplos desse tipo de galáxia; entretanto, a maioria das galáxias espirais das últimas são mais ou menos deficientes em gás.